# Cremorne, New South Wales

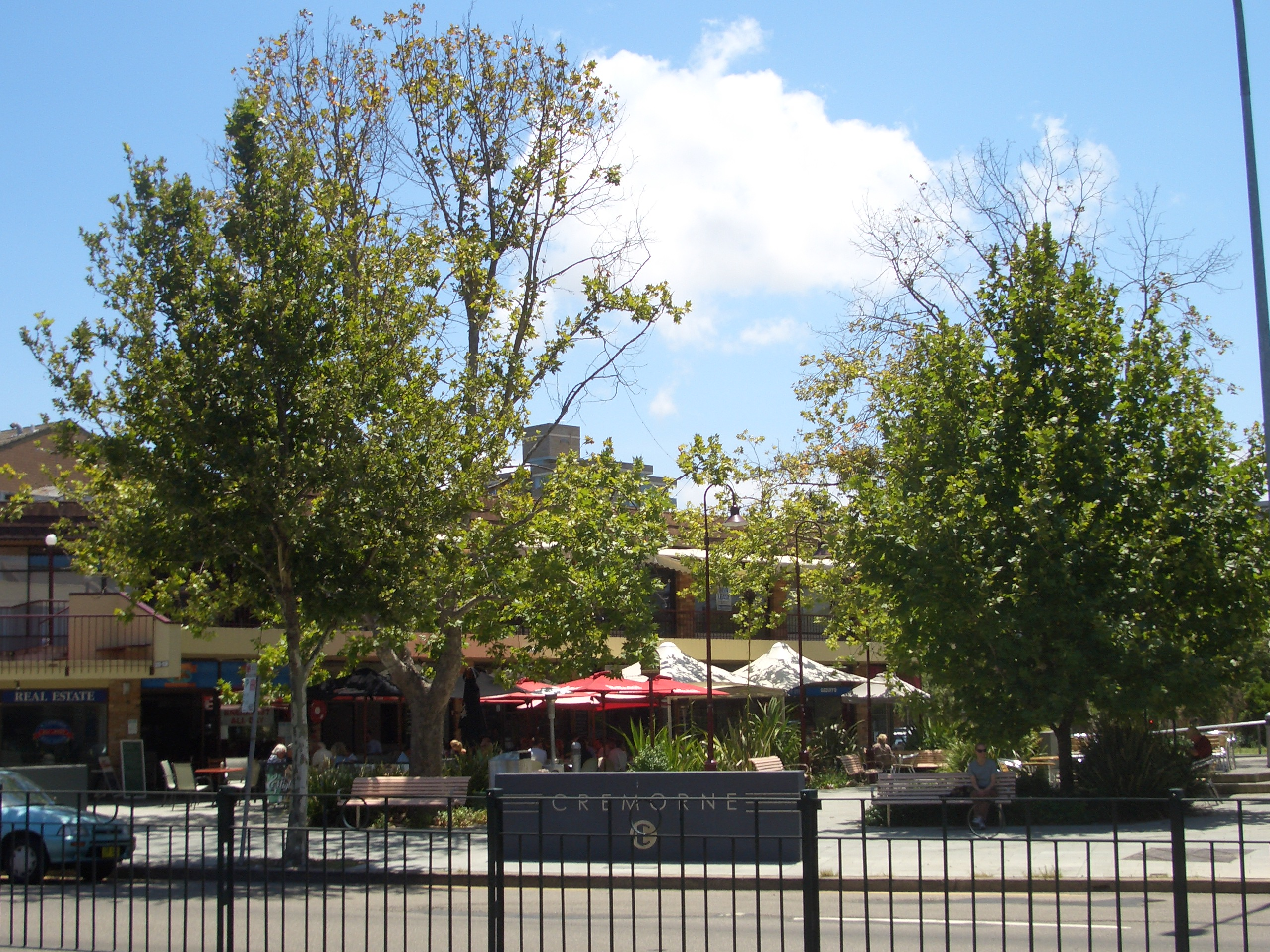

Cremorne este o suburbie în Sydney, Australia.